# Fabio Ciani
Fabio Ciani (ur. 1 listopada 1943 w Rzymie) – włoski polityk, politolog, od 2008 do 2009 poseł do Parlamentu Europejskiego.

## Życiorys
Ukończył studia z zakresu nauk politycznych. W 1979 został członkiem zarządu lokalnej jednostki ochrony zdrowia publicznego (USL), a w 1983 przewodniczącym komitetu zarządzającego. W 1990 wszedł do rady regionu Lacjum, w 1993 powołano go na asesora. W 1996 i 2001 wybierano go do Izby Deputowanych XIII i XIV kadencji.
Działał w Chrześcijańskiej Demokracji, po jej rozwiązaniu w połowie lat 90. należał do Sojuszu Demokratycznego i Unii Demokratycznej. Później był członkiem Włoskiej Partii Ludowej, z którą w 2002 współtworzył partię Margherita, a z tą w 2007 przyłączył się do Partii Demokratycznej.
W maju 2008 objął wakujący mandat posła do Europarlamentu z listy Drzewa Oliwnego (zastąpił Lucianę Sbarbati). Przystąpił do grupy Porozumienia Liberałów i Demokratów na rzecz Europy, pracował m.in. w Komisji Wolności Obywatelskich, Sprawiedliwości i Spraw Wewnętrznych. W PE zasiadał do lipca 2009.